# كارستن بو إريكسن
كارستن بو إريكسن (بالدنماركية: Carsten Bo Eriksen)‏ هو ملحن دنماركي، ولد في 2 أكتوبر 1973 في كوبنهاغن في الدنمارك.